# Fotoreceptor
A fotoreceptorok a látható fényt idegi jelekké alakítják, mely a szemben meglévő receptoroktól a bipoláris kapcsoló sejtekig, onnan a retinális ganglionsejtekig, majd a szemből kilépve az agyba az oldalsó térdes testhez innen az agykéreg látómezőihez továbbítódnak. A látásban nélkülözhetetlen fotoreceptorok a retinában helyezkednek el. Két típusát különböztetjük meg: a csapokat és pálcikákat.

## Csapok
Az emberi szem kb. 8 millió csapot tartalmaz. A csapok adják a fényadaptált látás (fotopikus, a normál fényviszonyokhoz alkalmazkodott) alapját, gyenge fényben (szkotopikus látás) nem működnek. A retina közepén, a sárgafolton csapokat találunk, melyek fényérzékenysége kisebb, mint a pálcikáké, viszont felbontóképességük kiváló. A csapoknak köszönhető a színlátás is.

### Csaptípusok
A három csappigmenttípus mindegyike egy bizonyos hullámhosszú fényre a legérzékenyebb, innen ered a nevük is:
- R csap – rövidhullám-érzékeny (420 nm, ibolya szín)
- K csap – középhullám-érzékeny (530 nm, zöld szín)
- H csap – hosszúhullám-érzékeny (560 nm, sárga szín)

Egy szemben egymilliónál kevesebb R csap található, a maradék 7 millió csap kétharmada H, egyharmada K típusú csap.

### A csapok elhelyezkedése
A három csaptípus nem egyenletesen oszlik el: a retina közepén kevés R csap található, a foveát éppen elhagyva maximális a koncentrációjuk, majd csökken a számuk. K és H csap nagyobb számban található a szem
A periférián nincsenek csapok, ezért ott nem látunk színeket.

### R csapok
Az R csapok szórványosan helyezkednek el, ami kék ingerek esetén korlátozza a látásélességet, valamint a határok észlelése is torzul. Normál körülmények között nincsen következménye az R csapok szétszórtságának, hiszen egy inger egyszerre több csaptípust is ingerel.

## Pálcikák és működésük

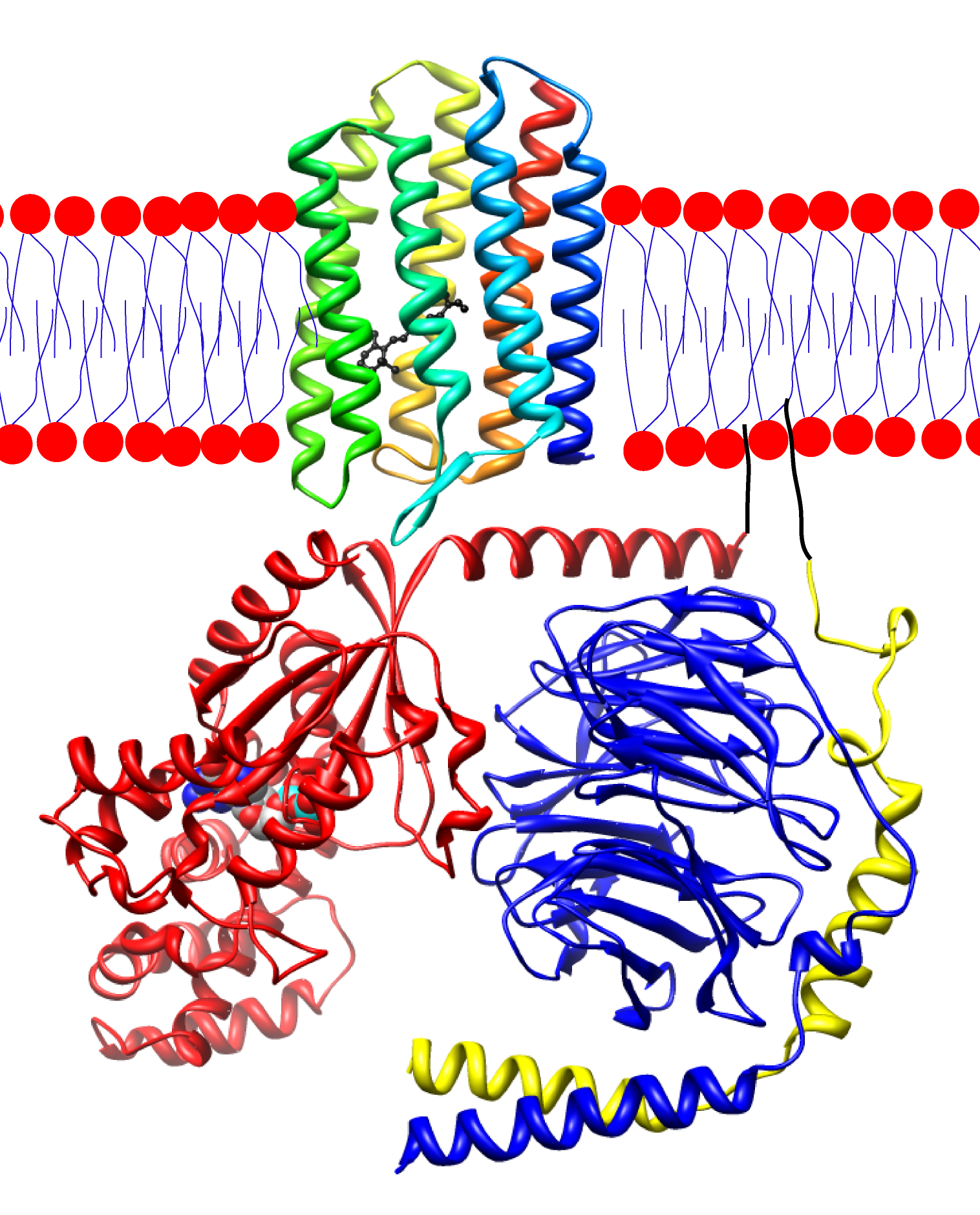
Rodopszin membránba ágyazva, transzducinhoz kötve

A retina középső részét elhagyva a pálcika-túlsúly jellemző. A 120 millió pálcika a gyenge fényben való látásért felel – ez a sötétadaptált (szkotopikus) látás. Fényérzékenységük kiváló, téri felbontóképességük viszont rossz, vagyis a halvány ingert is észreveszik, de a mintázat nem rajzolódik ki élesen. Az 500 nanométeres fényre válaszolnak leginkább, mely nappal kékeszöldnek látszik. A csapokkal ellentétben a pálcikák a színlátásban nem vesznek részt.
A pálcikákban lejátszódó látáskémiai folyamat jól ismert. Egy pálcikasejt két részből áll: belső és külső részből, melyet cilium köt össze. A belső rész tartalmazza a sejtmagot, mitokondriumokat stb., míg a külső rész egy bonyolult membránrendszer. Ebben a membránrendszerben foglalnak helyet a látásban alapvető rodopszin-komplexek. A rodopszin két részből áll: opszin (7 egységből álló transzmembránhélix) és (11 Z)-retinal (pigment). Már egy foton hatására is láncreakció-szerű folyamat indul be. A beeső foton h×f-nyi energiája arra fordítódik, hogy a 11-cisz-retinalból transz-retinal képződjön (ez tulajdonképpen a molekula kiegyenesedését jelenti). Ennek hatására megváltozik az opszin konformációja, aminek hatására egy rodopszinhoz kapcsolódó G-fehérje, a transzducin aktivált állapotba kerül (transzducin-GDP→transzducin-GTP). Ez az aktív transzducin egy ciklikus-foszfodiészterázt kapcsol be, amely a cGMP-t hidrolizálja, melynek hatására a cGMP függő natrium-csatornák a sejt membránjában bezáródnak. A csatornák bezáródása hiperpolarizációt indukál, amely viszont egy glutamát nevű neurotranszmitter szekrécióját szorítja vissza. Ez a glutamát egy gátló neurotranszmitter, éppen ezért csökkent koncentrációja a szinapszisokban stimuláló hatású („gátlás gátlása”). Az így létrejövő akciós potenciál végigszáguld az agyi idegpályákon egészen az agy hátsó részében lévő lobus occipitalisban található primer látókéregig, létrehozván ott az érzetet, vagy érzést.

## Gének és fotoreceptorok
Jeremy Nathans kimutatta, hogy az R pigment génjét a 7. kromoszómapár hordozza, míg a K és H pigmentek génjei szorosan egymás mellett helyezkednek el az X-kromoszómán. 
Az R pigment génláncolata 42%-ban megegyezik a pálcikákban lévő rodopszinéval, valamint a K és H pigment génjeivel.